# 東南麥肯齊 (北達科他州)
東南麥肯齊（英語：Southeast McKenzie）是位於美國北達科他州麥肯齊縣的一個未組織地區。

## 地方資料
東南麥肯齊的面積為1044.94平方千米，當中陸地面積為1040.12平方千米，而水域面積為4.81平方千米。根據2010年美國人口普查的數據，當地共有人口314人，而人口密度為每平方千米0.3人。